# Choroba z Minamaty
Choroba z Minamaty (jap. 水俣病 Minamata-byō) – zespół objawów chorobowych towarzyszących rtęcicy; uszkodzenie układu nerwowego w wyniku zatrucia rtęcią. Choroba ta niszczy układ nerwowy, zwłaszcza mózg. Powoduje także zaburzenia wzroku, koordynacji ruchowej, upośledzenie umysłowe, a nawet śmierć.
Nazwa pochodzi od zatoki Minamata i miasta Minamata w prefekturze Kumamoto, w Japonii.
W latach 50. XX wieku wytwórnia tworzyw sztucznych należąca do koncernu «Chisso Corporation» odprowadzała w tym rejonie ścieki zawierające metylortęć. Mimo niskiego stężenia jonów rtęci w wodzie, w kolejnych ogniwach łańcucha pokarmowego dochodziło do kumulacji metylortęci i dimetylortęci. W mięsie dużych drapieżnych ryb i owocach morza stężenie rtęci było 2–10 tys. razy wyższe niż w wodzie. Ponieważ ryby i kraby stanowiły główne składniki diety mieszkańców okolicznych wiosek, doszło u nich do objawów zatrucia. Pierwsze przypadki choroby pojawiły się w kwietniu 1956 roku. Wkrótce stwierdzono całą „epidemię” zachorowań na nieznane wcześniej schorzenie układu nerwowego.
W sumie do roku 2001 oficjalnie rozpoznano 2265 przypadków choroby (w tym 1784 zakończonych śmiercią). Obecnie około 3 tys. osób uznano za ofiary, około 10 tys. osób otrzymało odszkodowania od «Chisso Corporation».
W 1965 roku w Japonii ujawniono drugi przypadek masowego zatrucia rtęcią, który miał miejsce w prefekturze Niigata i który nazwano „niigacką chorobą z Minamaty” (jap. 新潟水俣病 Niigata Minamata-byō).
W latach 80. XX wieku zrekultywowano najbardziej zanieczyszczoną część zatoki Minamata, a inne części zatoki pogłębiono, aby pozbyć się rtęci wciąż znajdującej się na dnie morskim. Odzyskana ziemia i otoczenie zostały przekształcone w Eco Park Minamata.
Chisso nadal prowadzi fabrykę w centrum Minamaty i jest największym prywatnym pracodawcą w mieście.
Amerykański reżyser Andrew Levitas (ur. 1977) nakręcił filmowy dramat pt. „Minamata”, oparty na książce Aileen Mioko Smith i W. Eugene’a Smitha (1918–1978) o tym samym tytule. W filmie występuje Johnny Depp jako W. Eugene Smith, amerykański fotograf, który dokumentował te wydarzenia. Film miał swoją premierę na Międzynarodowym Festiwalu Filmowym w Berlinie 21 lutego 2020 roku.

## Galeria

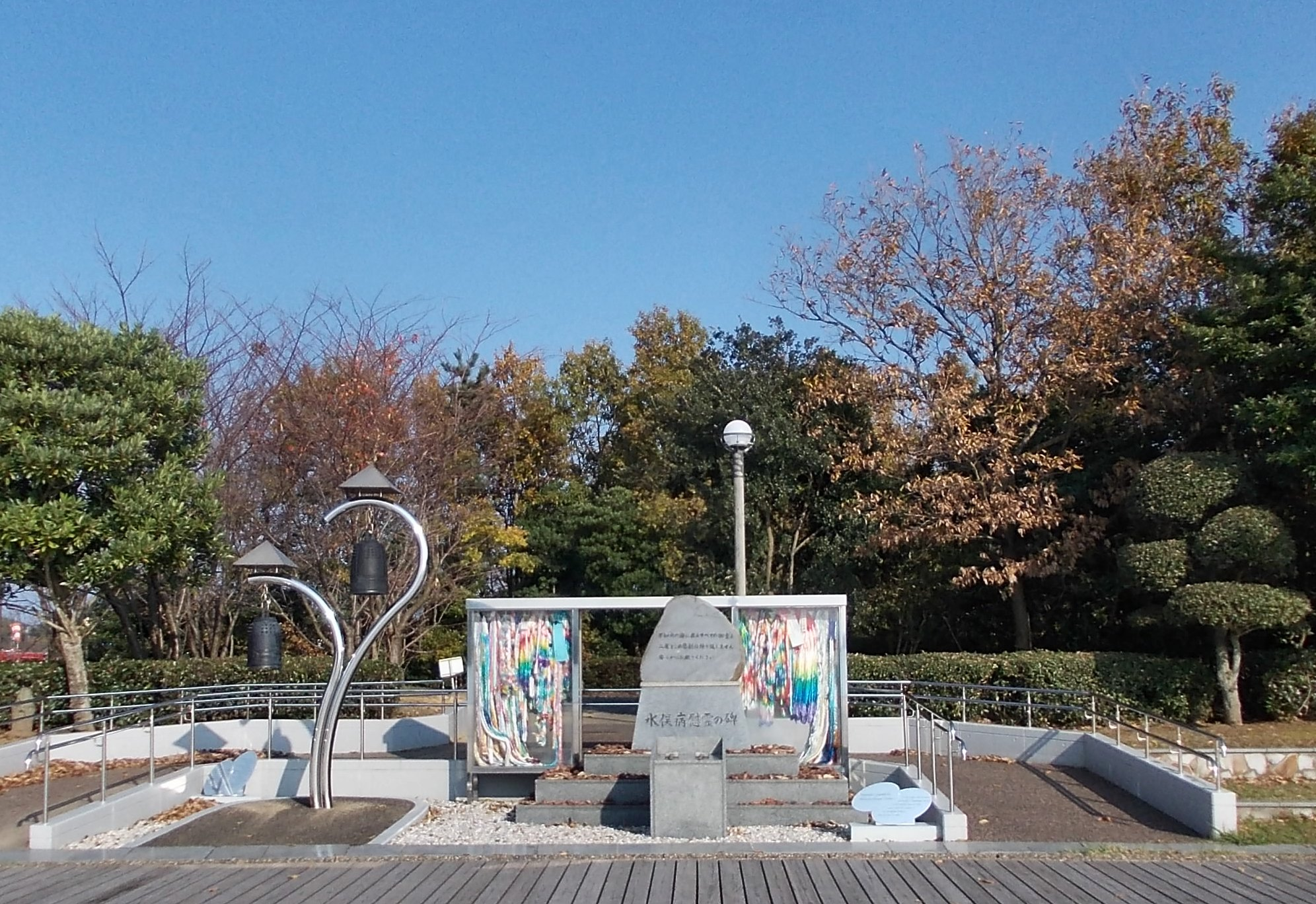
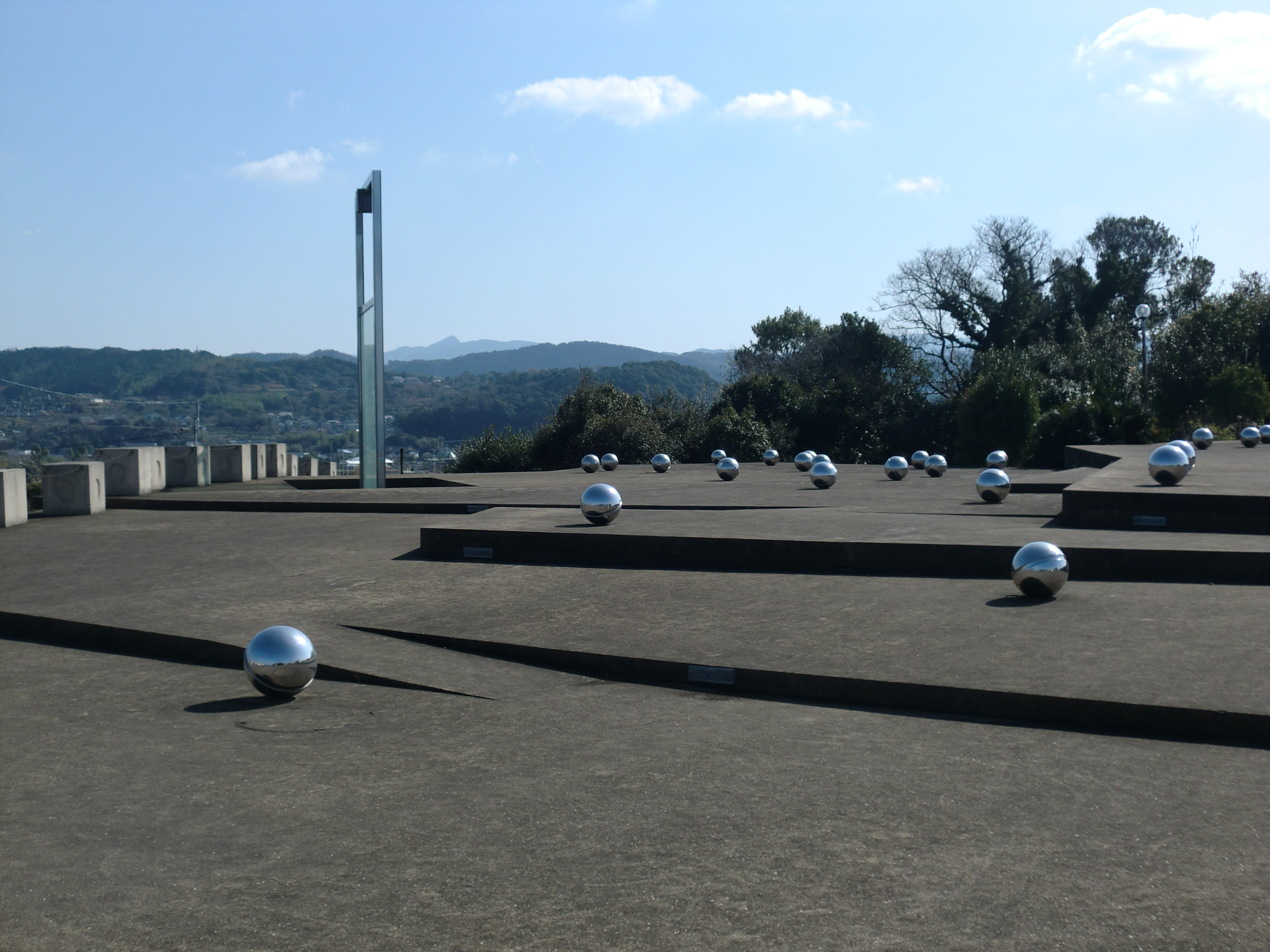
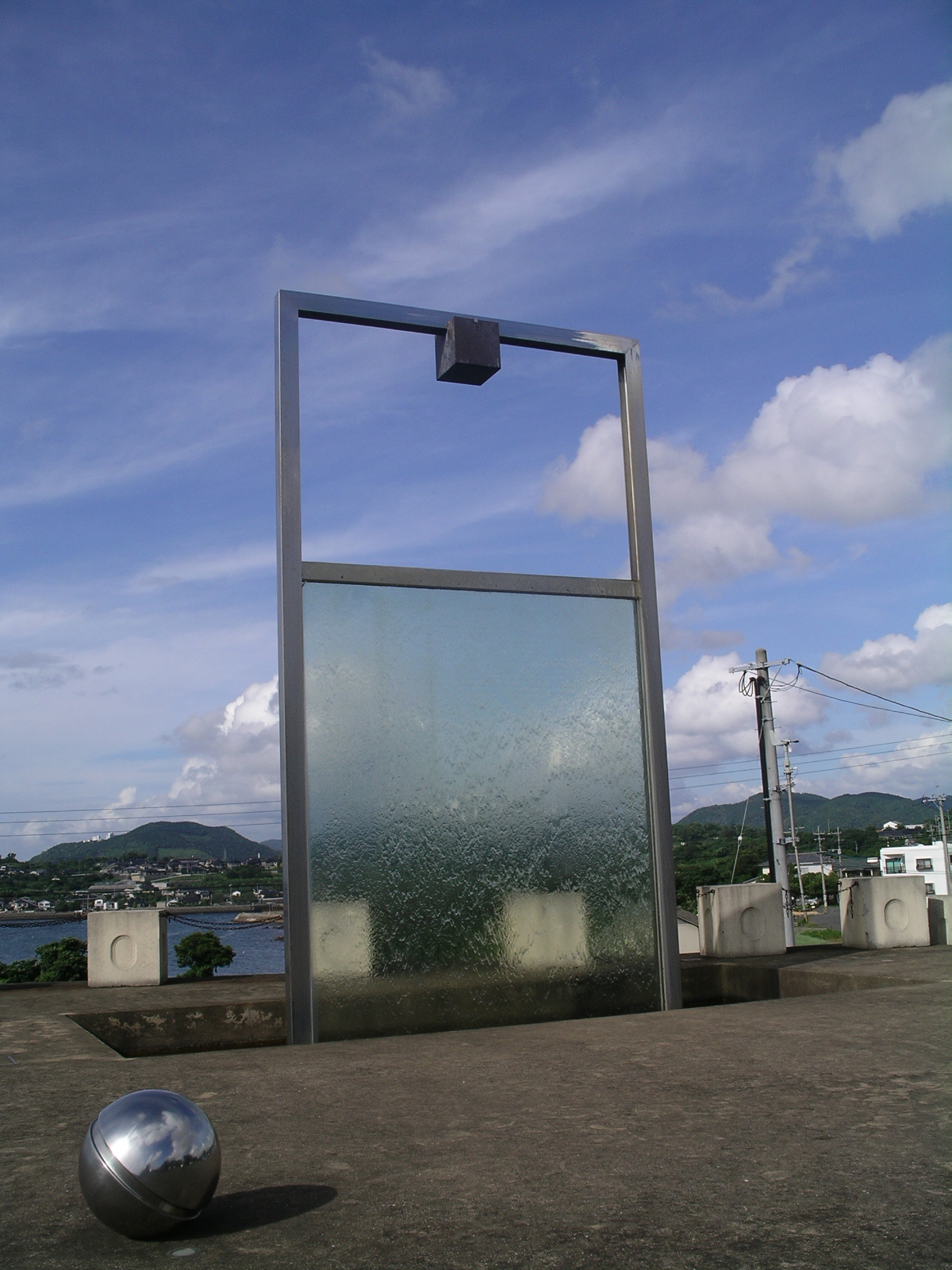
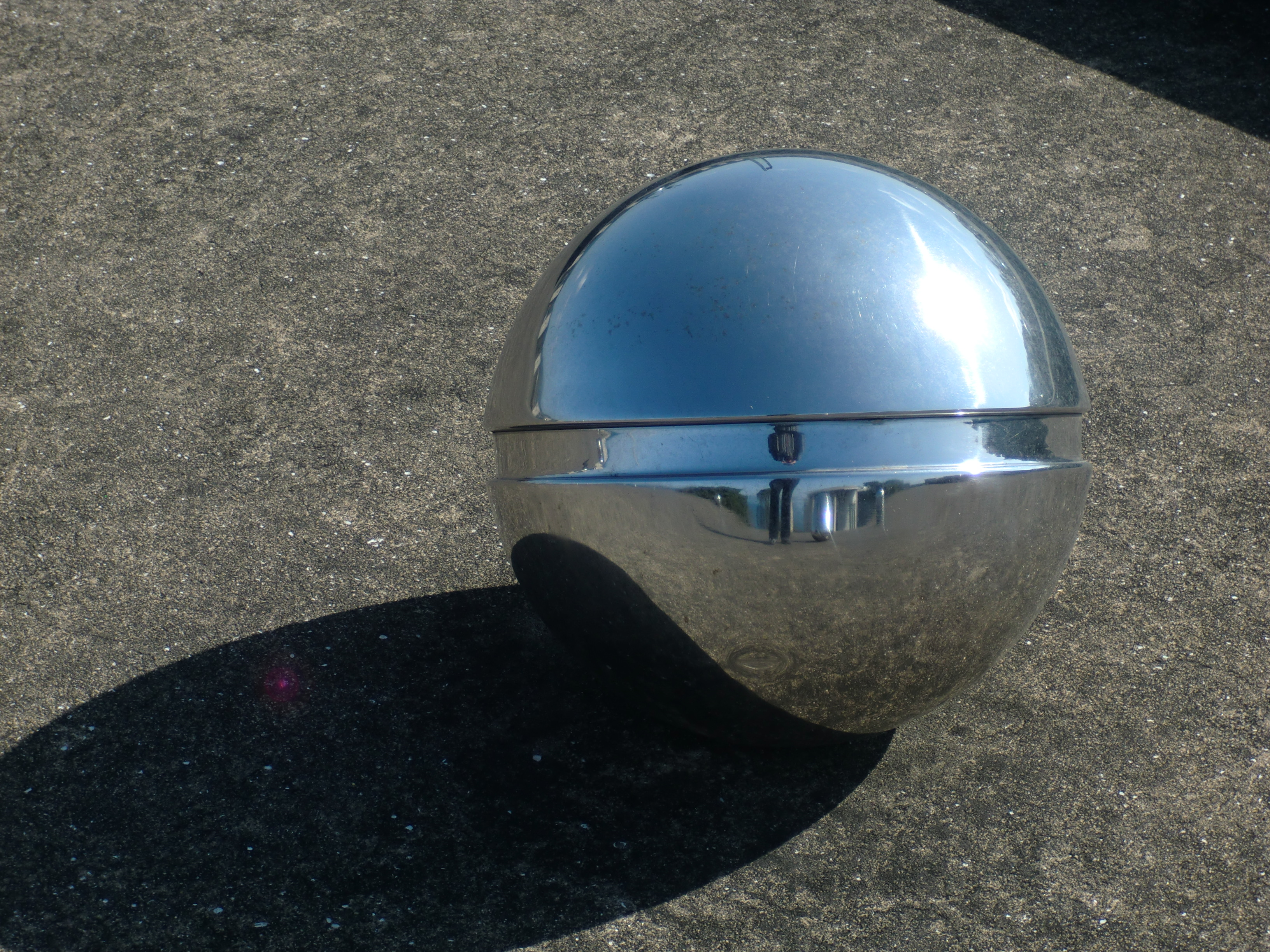
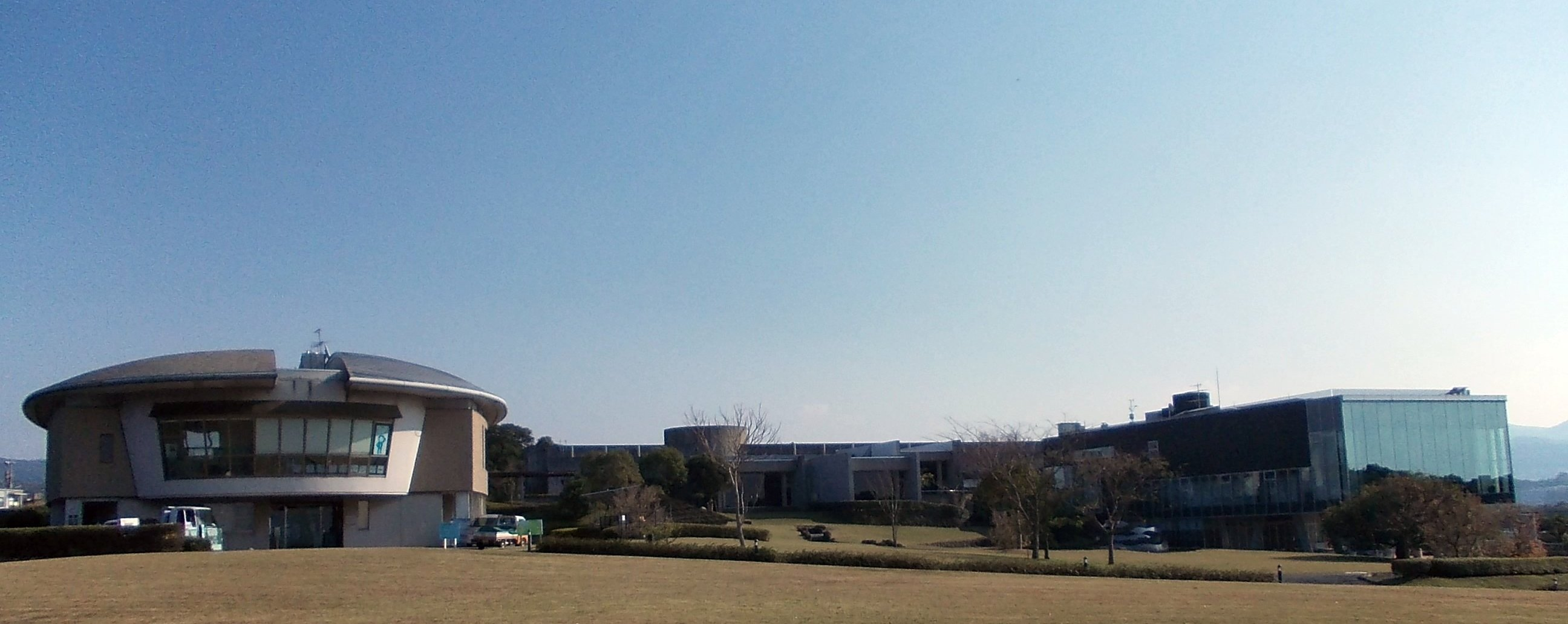

Instalacja upamiętniająca tragedię miasta (pierwszy od lewej cenotaf) oraz Centrum Informacji o Chorobie z Minamaty w Eko Parku w Minamacie